# Toalla

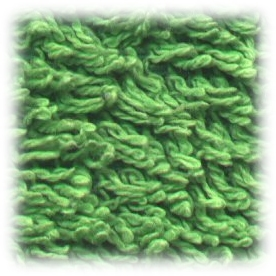
Vista ampliada del tejido rizado de una toalla.

Una toalla es un corte de tejido absorbente, llamado felpa, cuya función principal es secar la humedad en el cuerpo humano mediante el contacto directo. El secado de los objetos se realiza mediante paño o trapos.

## Etimología
El nombre "toalla" proviene del desusado toballa, este del también desusado tobaja, y este del germánico thwahljô.

## Tipos de toallas

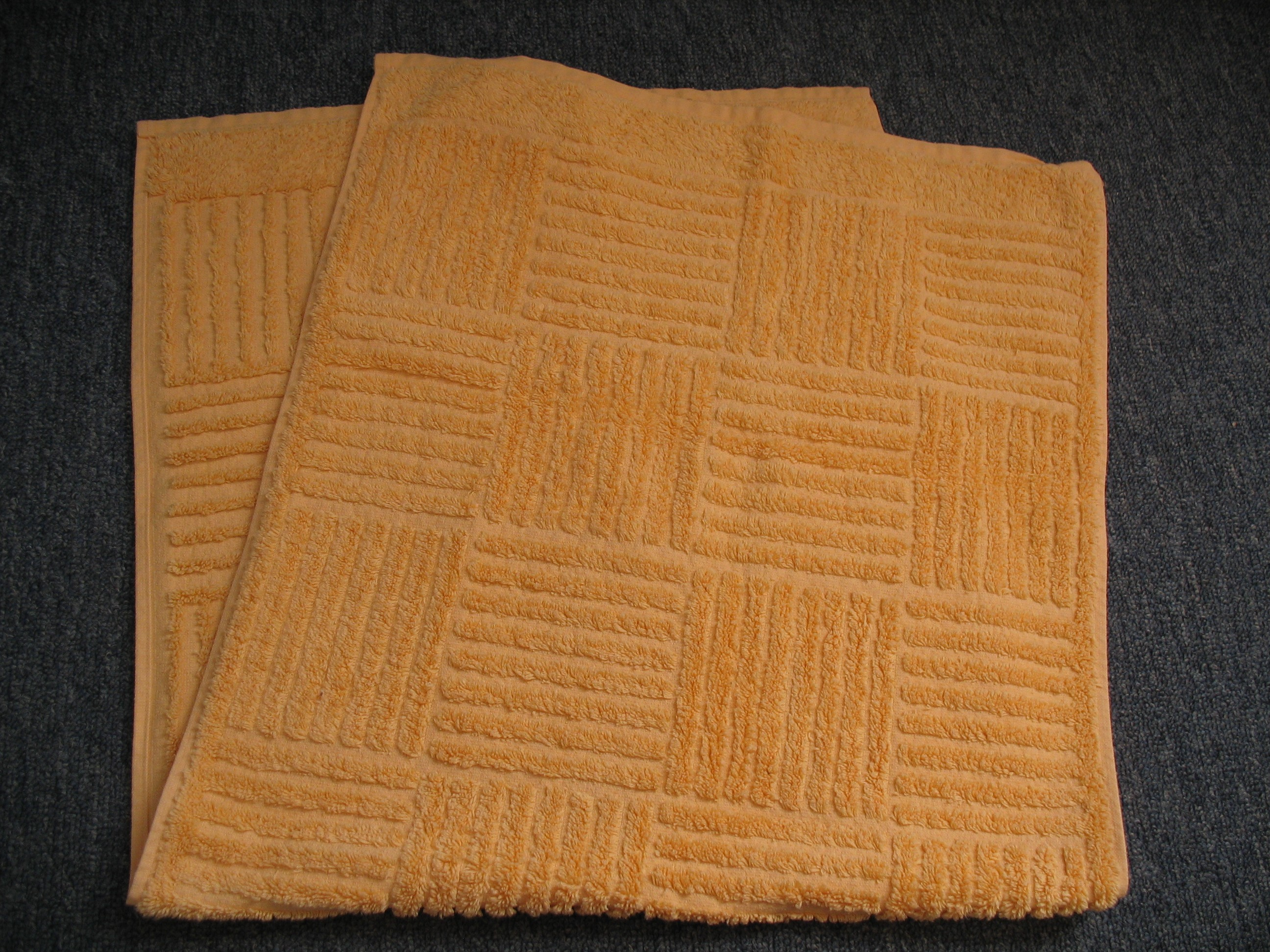
Toalla de mano.

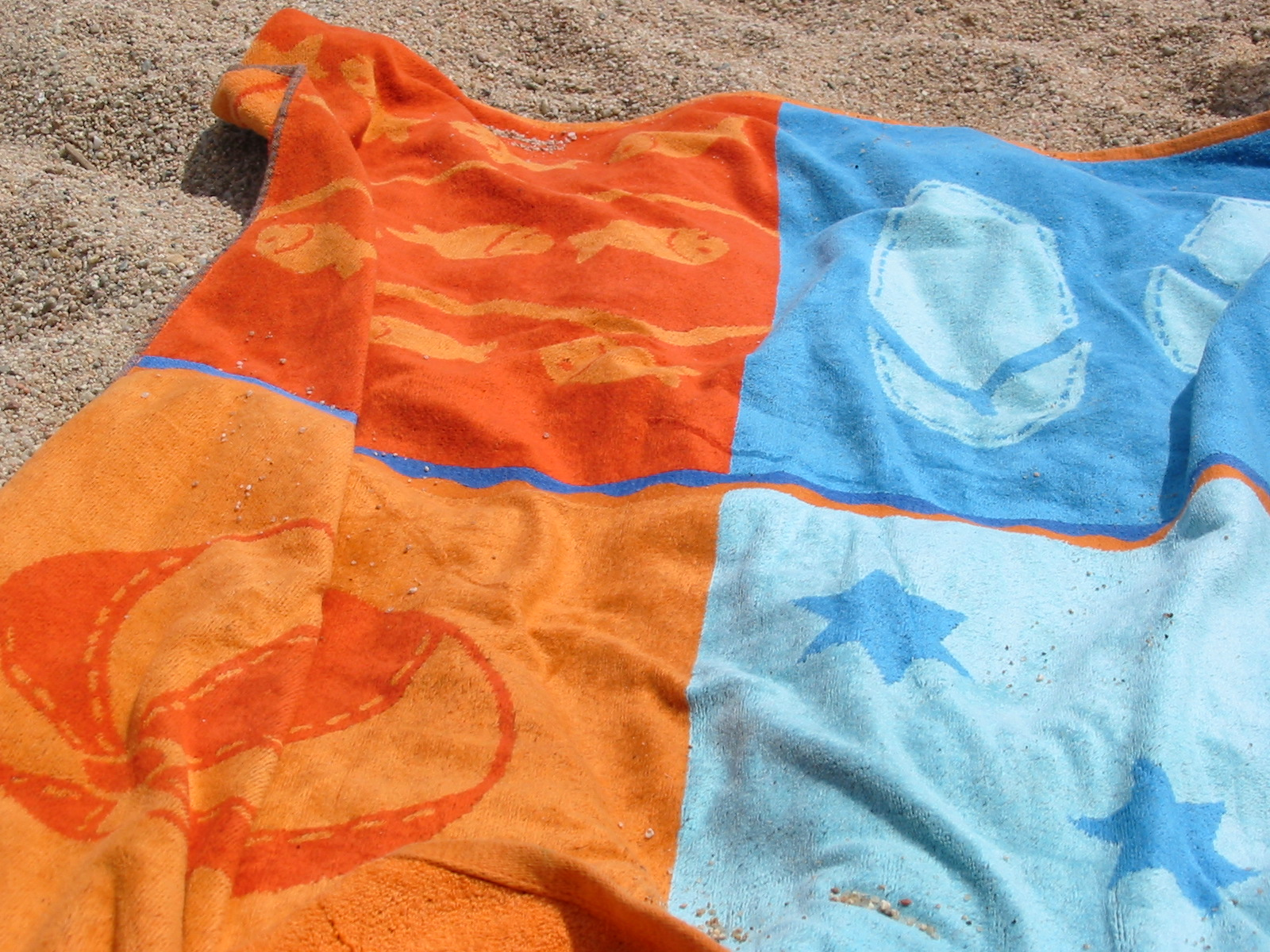
Toalla de playa.

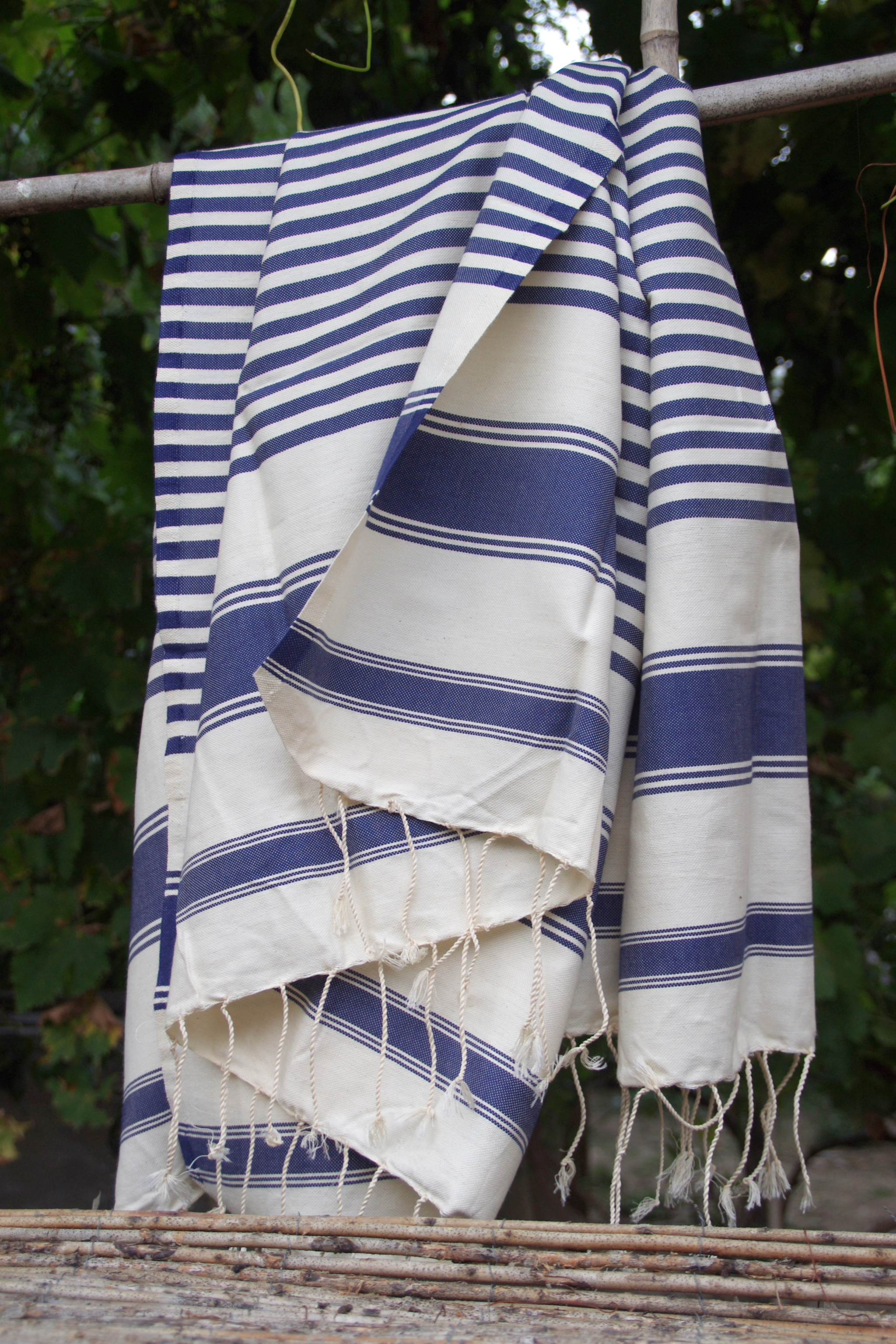
Futa tunecina.

- Una toalla de pie se utiliza para secar los pies.
- Una toalla de baño o toallón se utiliza para secar el cuerpo después de bañarse o ducharse. Es generalmente rectangular, con un tamaño típico de alrededor de 75×150 cm . Algunas toallas de baño más pequeñas se diseñan para usarlas como esteras de baño con el fin de apoyar los pies y no resbalar al salir de la ducha.
- Una toalla de playa es generalmente un poco más grande que una toalla de baño. Aunque se utiliza a menudo para secarse después de haber estado en el agua, su principal propósito es proporcionar una superficie sobre la que tumbarse. También se usan para preservar el pudor mientras uno se cambia de ropa en un lugar público y para limpiar la arena del cuerpo o de los objetos de playa. Las toallas de playa tienen a menudo coloridas formas impresas o tejidas en ellas.
- Una toalla de mano es perceptiblemente más pequeña que una toalla de baño (quizás 30x60 centímetros) y se utiliza para secar las manos después de lavarlas. Suele colgar de un toallero junto al lavabo.
- Una toalla de papel es un trozo de papel absorbente que se puede utilizar una vez como toalla y para después desecharla. Un rodillo perforado de las toallas de papel se monta normalmente en una barra un poco más larga que la anchura del rodillo, o en un tipo alternativo de suspensión que tenga muescas en los laterales, muescas en las que caben los extremos del rodillo. Las toallas de papel se pueden también encontrar empaquetadas como finos tejidos de kleenex en hojas dobladas individuales.
- Una toalla compactada es una toalla comprimida a altas presiones consiguiendo reducir su volumen a un cilindro de 2×1 cm. Las toallitas recuperan su forma original (32×25 cm extendida) manteniendo toda sus propiedades al humedecerse con un líquido. Con una densidad de hasta 50 g/m², a un formato de 2 cm de diámetro × 1 cm de alto. Su textura muy similar al algodón, el producto es 100% biodegradable y totalmente reciclable. Material: 100% rayón. 100% biodegradable y reciclable. No es tóxico y está esterilizado.
- Una toalla turca conocida también como futa o mantaraya, es una toalla de exquisita textura y suavidad.

## Usos alternativos

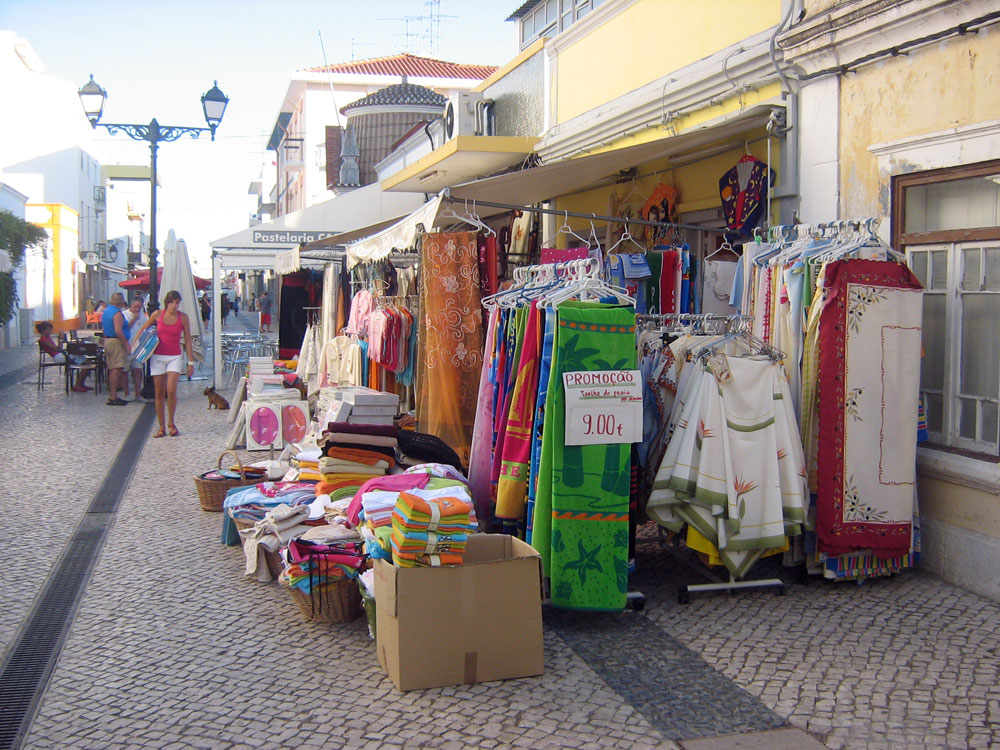
Típica tienda de toallas de Vila Real de Santo António.

Las toallas se utilizan a menudo para usos diferentes a los de secar cosas o personas:
- Para sentarse, recostarse y tumbarse, evitar el contacto directo con la tierra, la roca, la silla, etc. Esto puede ser por razones de higiene y comodidad y en saunas u otros lugares donde es común estar desnudo.
- Los peluqueros utilizan las toallas cocidas al vapor para preparar la piel para afeitar.
- Para reservar las tumbonas, por ejemplo para tomar el sol, junto a las piscinas o lugares similares (una fuente de molestias para algunos y de diversión para otros).
- Una toalla puede actuar como ropa o manta de urgencia.
- En países asiáticos, las toallas (más pequeñas que las toallas de mano - generalmente cuadradas) se utilizan como pañuelos. Tanto los hombres como las mujeres las llevan. La suavidad de la toalla de tipo turco es la favorita para este uso.
- Una toallita caliente puede usarse para lavarse las manos antes de una comida.

## Cultura
Las toallas han inspirado ideas raras.
- Douglas Adams, en su libro Guía del Autoestopista Galáctico, promete que una toalla es la cosa más útil que puede llevar un autoestopista galáctico.
- Para honrar a Douglas Adams, el 25 de mayo es "El día de la toalla" y todos los admiradores de Douglas Adams deben llevar toallas consigo durante ese día.
- En deportes de combate, arrojar la toalla al ring o jaula por parte de uno de los preparadores significaba la rendición de su competidor y por tanto, la pérdida del combate. De ahí procede la expresión tirar la toalla, usada como sinónimo de desistir de algo.[2]

## Galería

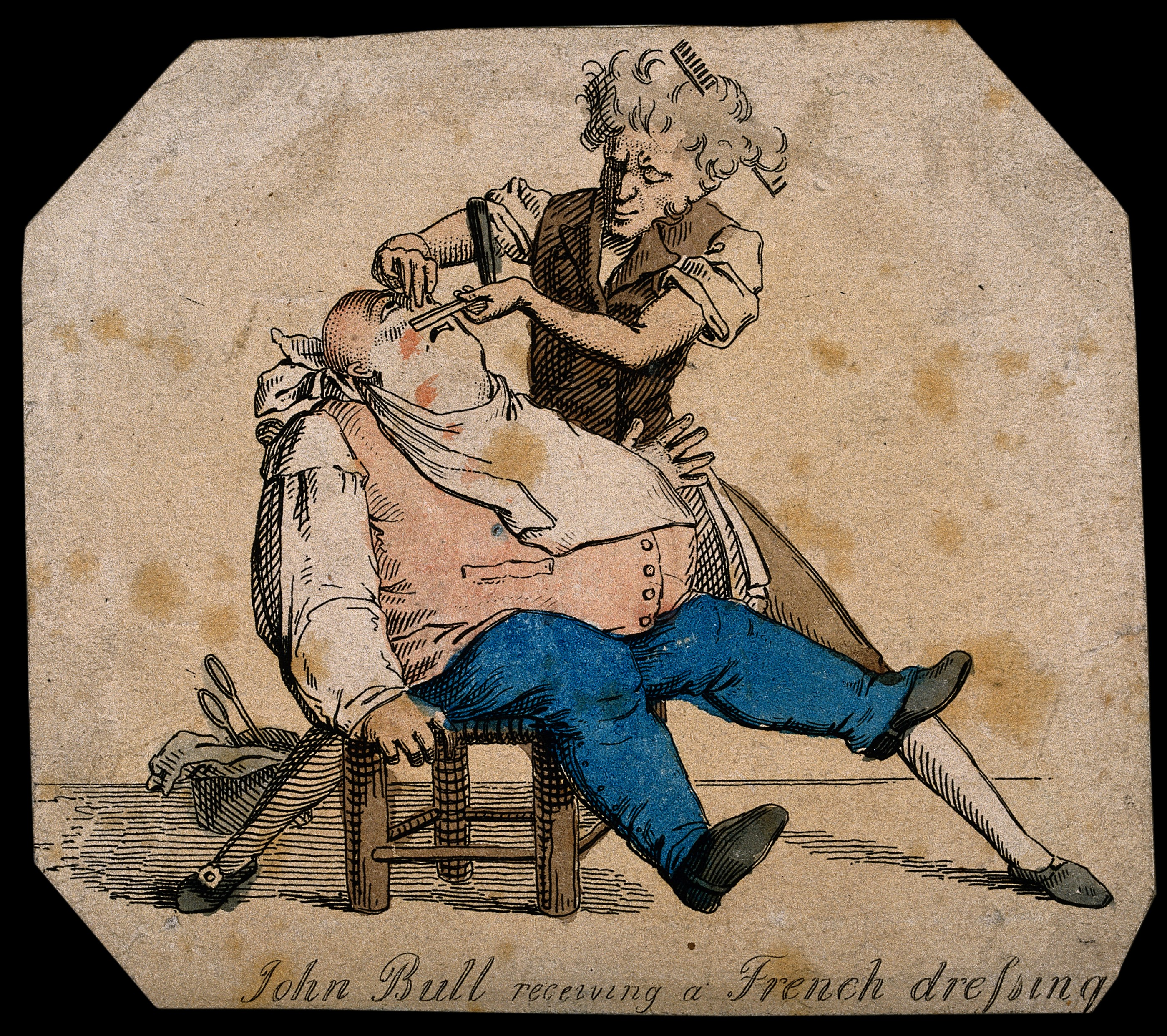
Barbero usando una toalla
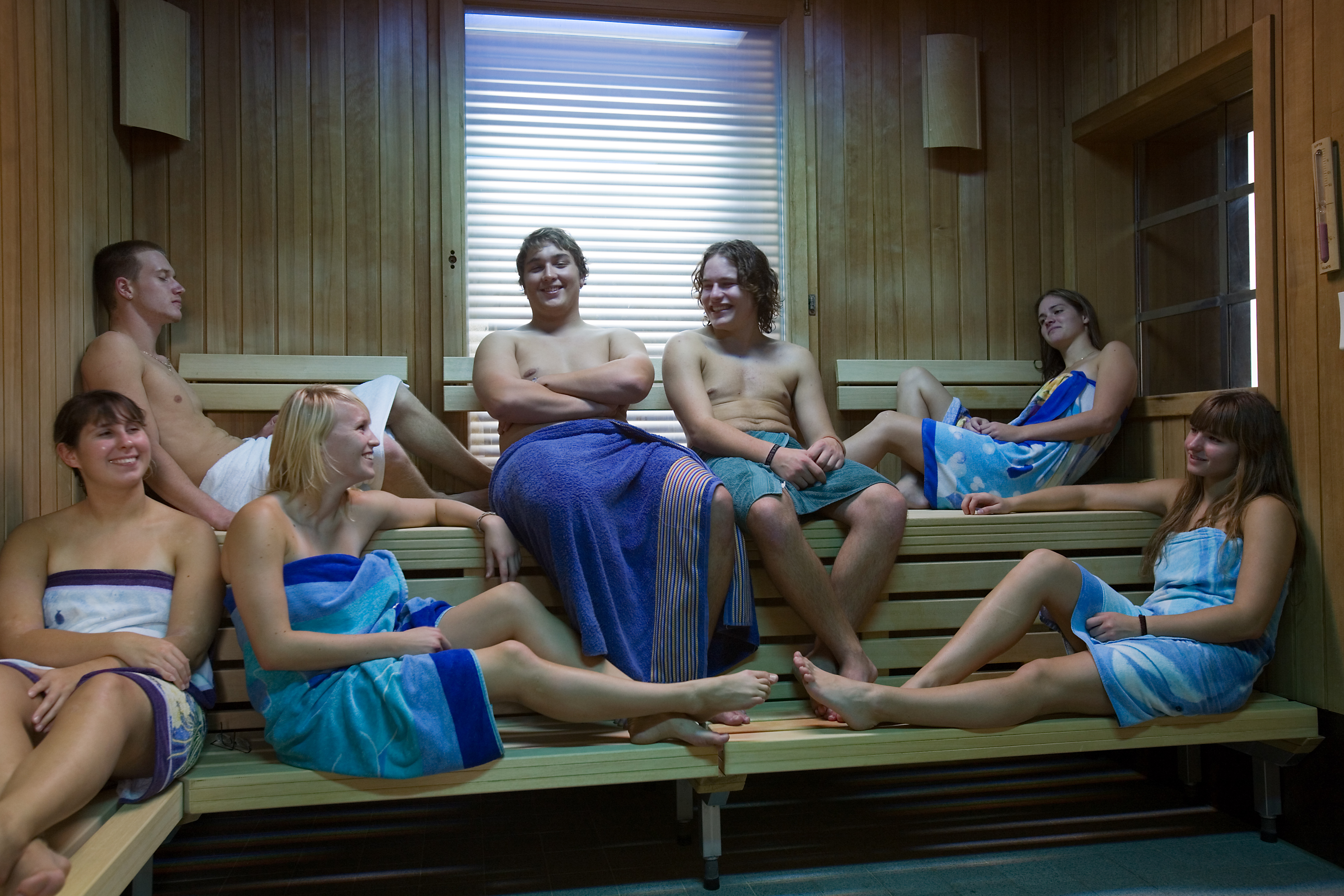
Personas compartiendo sauna con toallas
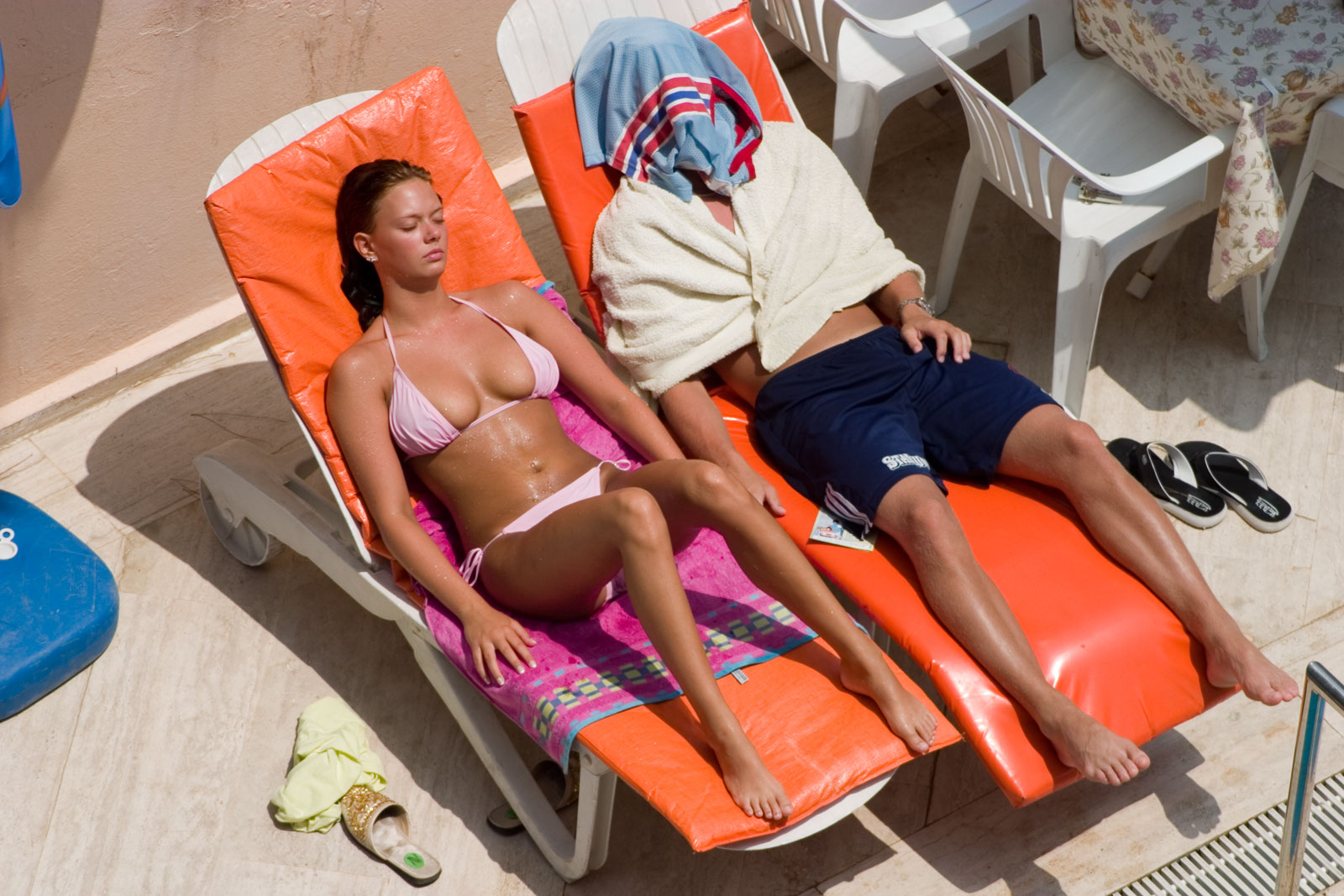
Toallas empleadas en tumbonas
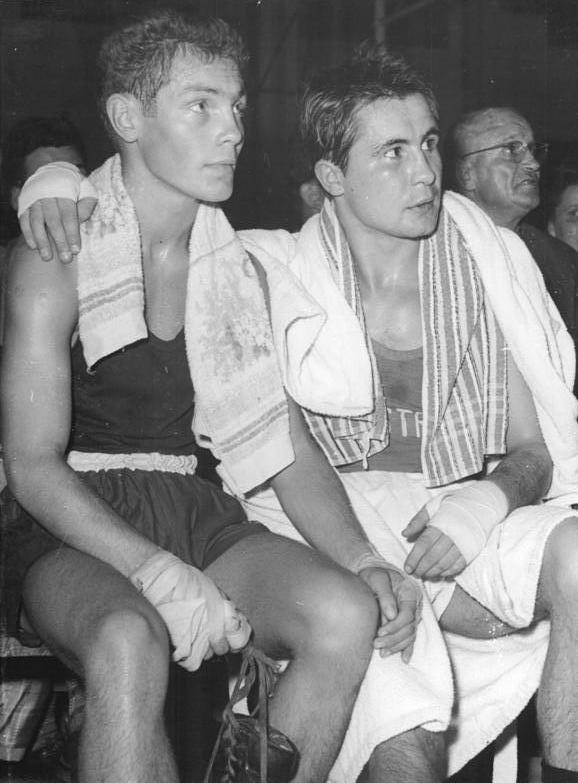
Boxeador con toalla
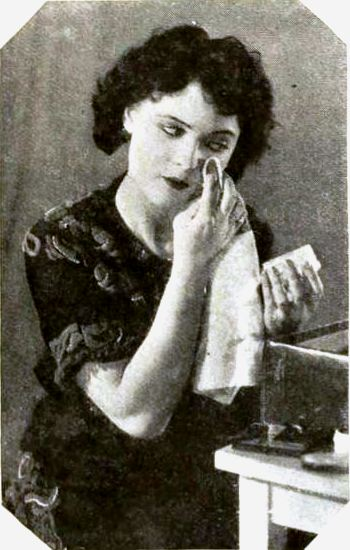
Toallita desmaquillante
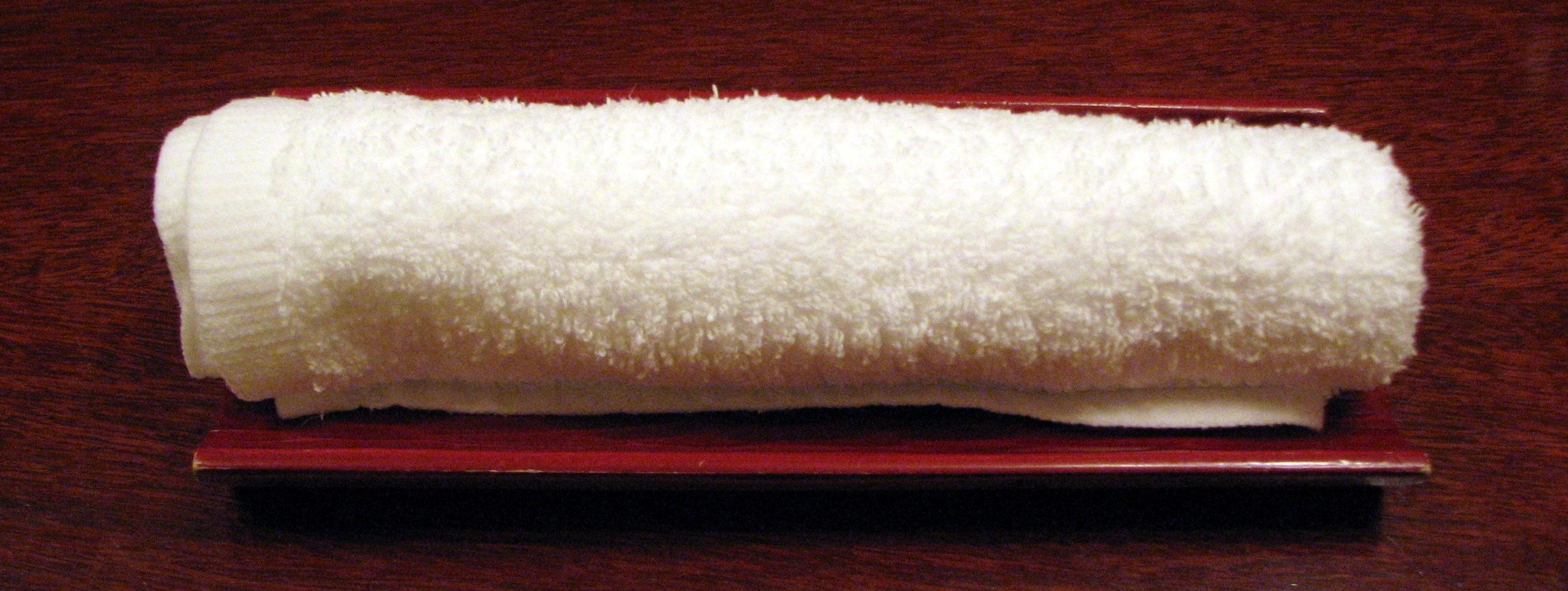
Toalla en un restaurante japonés
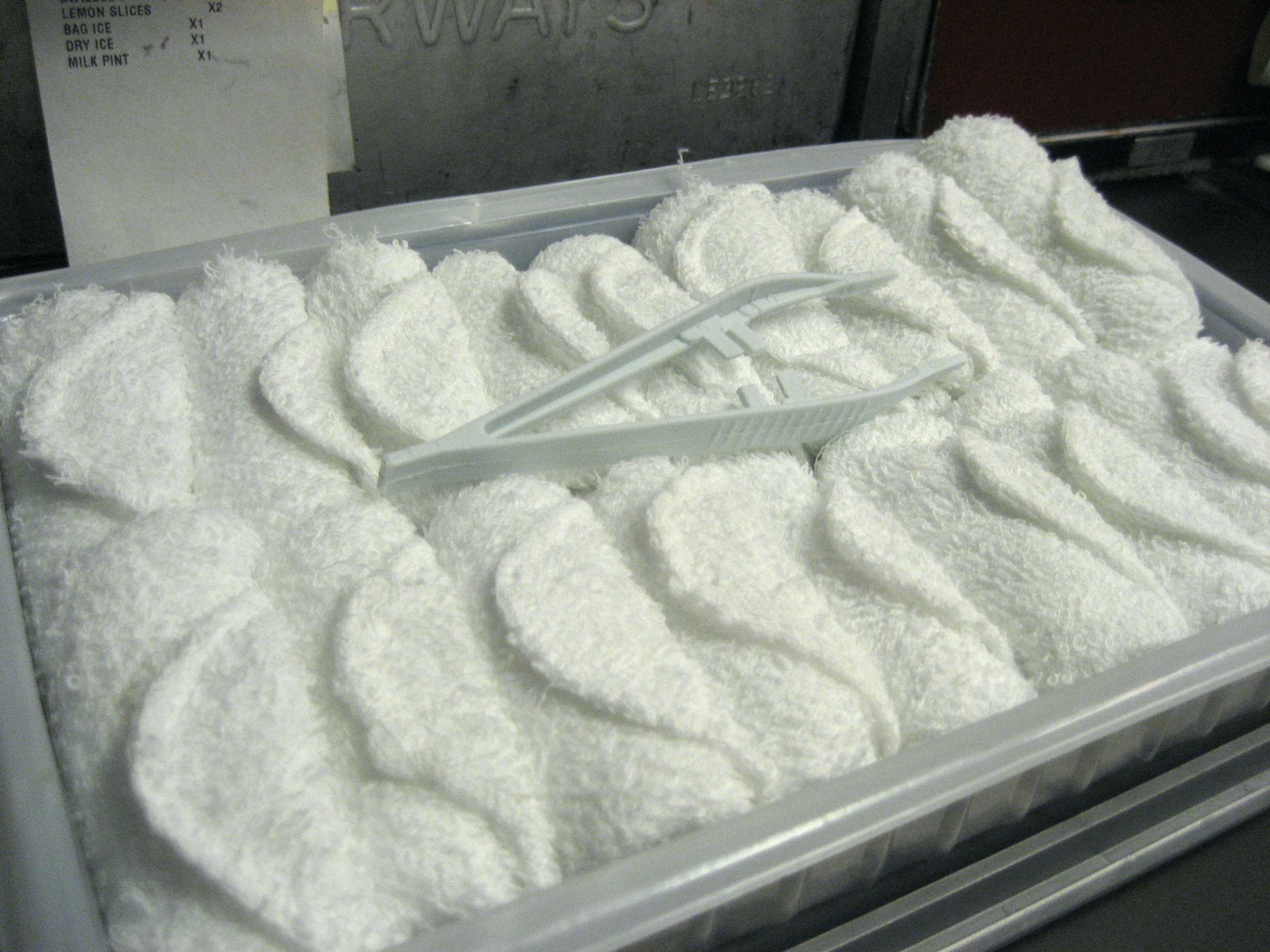
Toallitas calientes en un vuelo
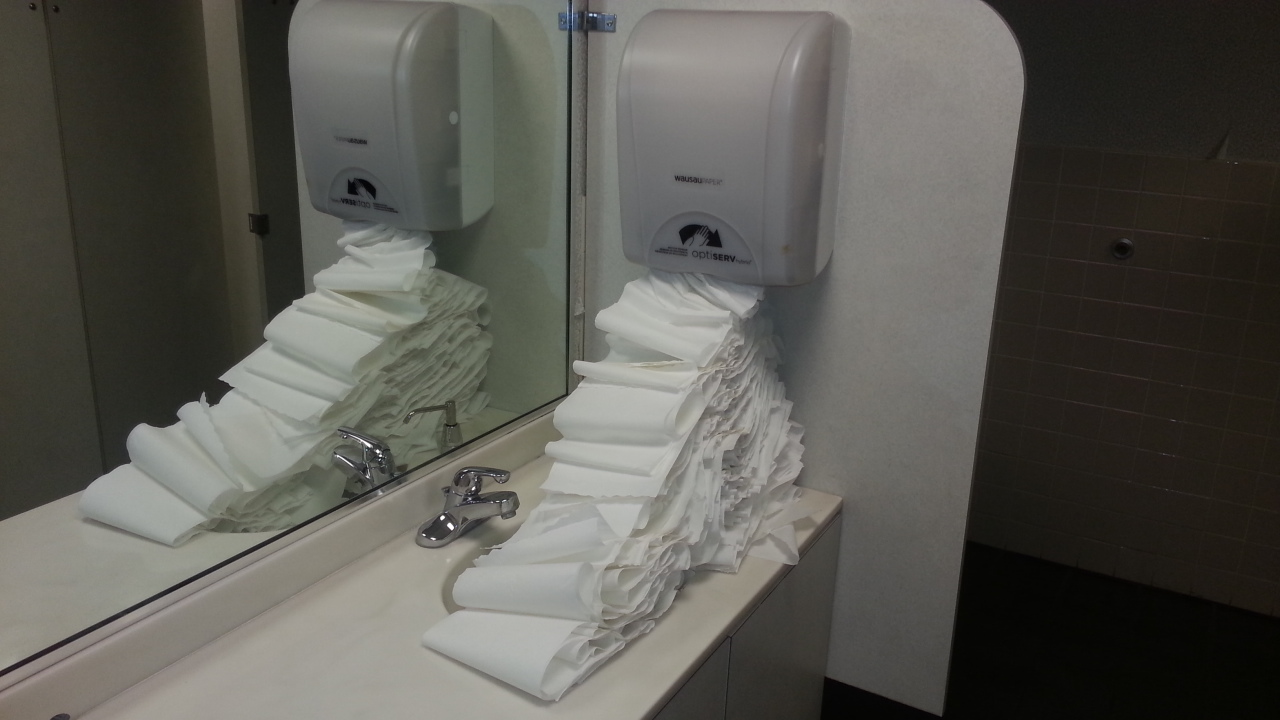
Toallitas de papel
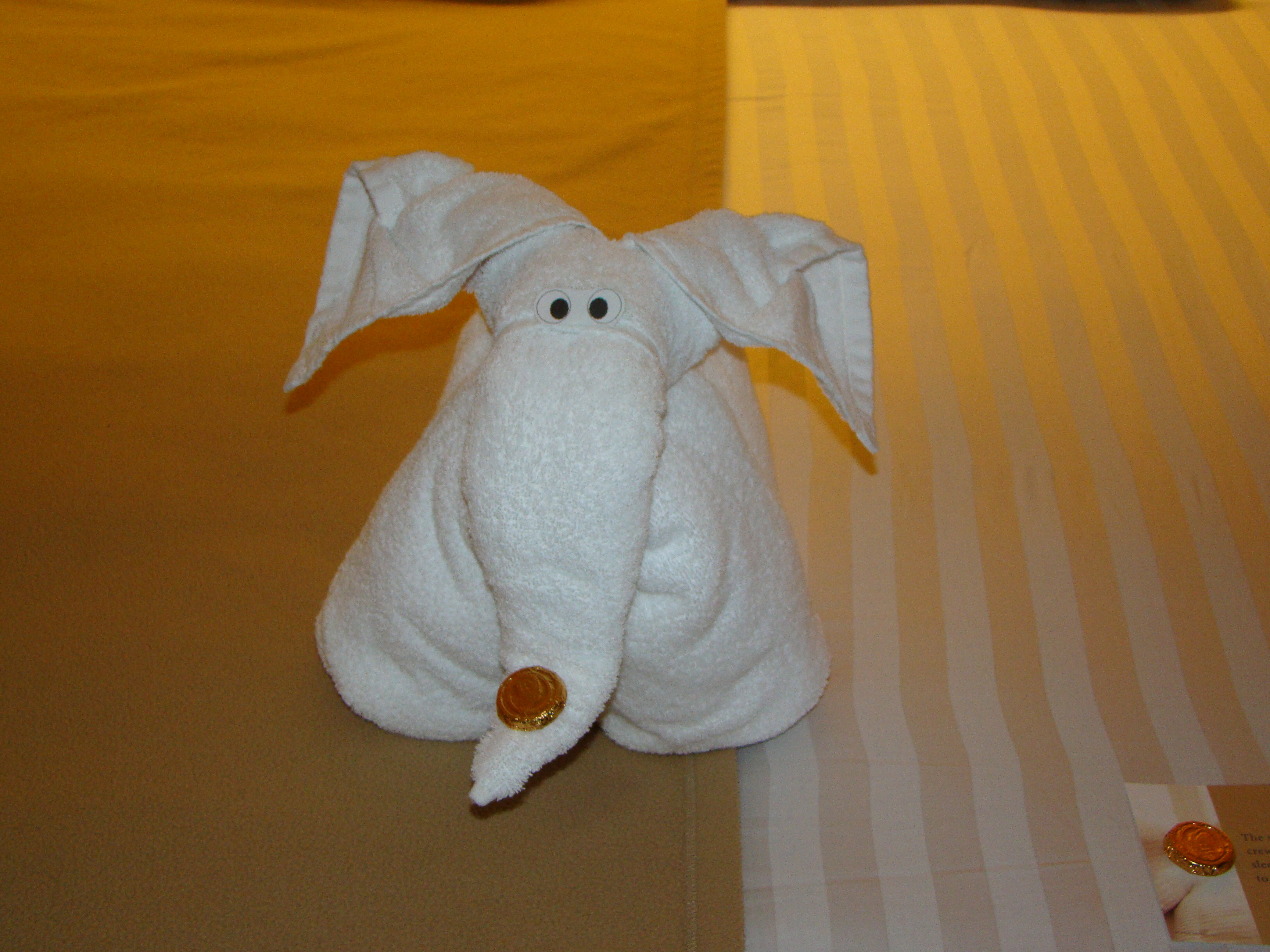
Toalla enrollada en forma de elefante
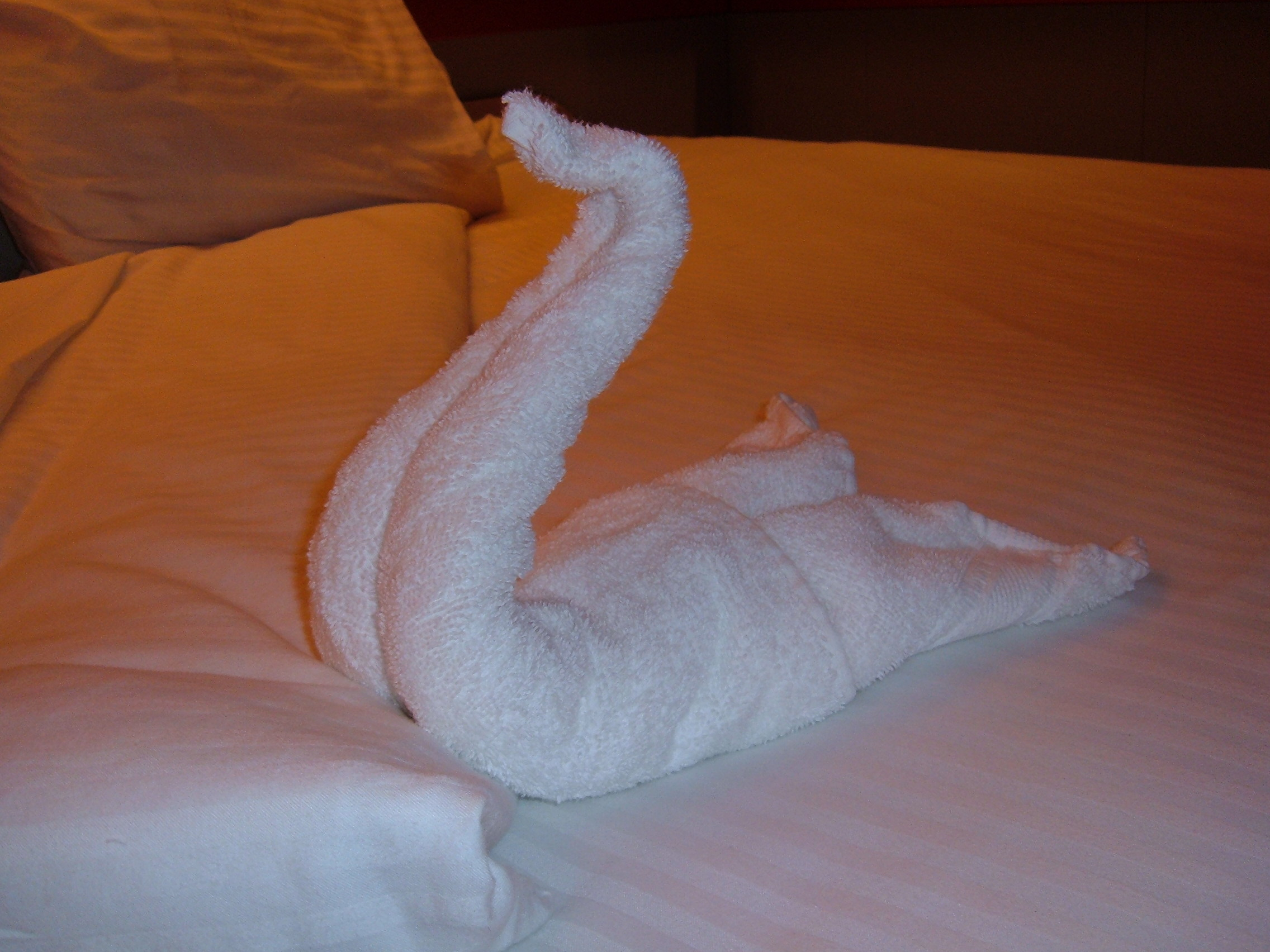
Toalla enrollada en forma de serpiente